# انتون هولنکوف
انتون هولنکوف (اوکراینی: Антон Анатолійович Голенков؛ زادهٔ ۱۷ دسامبر ۱۹۸۹) بازیکن فوتبال اهل اوکراین است.
از باشگاه‌هایی که در آن بازی کرده‌است می‌توان به باشگاه فوتبال تورپیدو-بلاز ژودزینا و باشگاه فوتبال متالورگ زاپروژیا اشاره کرد.